# Olof Östling
Olof Östling i riksdagen kallad Östling i Valbo, född 2 april 1825 i Valbo församling, Gävleborgs län, död där 10 december 1888, var en svensk hemmansägare och riksdagsman.
Östling var riksdagsman i andra kammaren 1869 samt 1873–1877 för Ockelbo och Hamrånge samt Hille och Valbo tingslags valkrets.